# Ziferblat
Ziferblat (ucraïnès: Циферблат, romanitzat: Tsiferblat) és una banda de música ucraïnesa formada pel vocalista Daniïl Lesxinski, el guitarrista Valentin Lesxinski i el bateria Fedir Khodakov. Van ser elegits per representar Ucraïna al Festival de la Cançó d'Eurovisió 2025 amb la cançó «Bird of Pray».
La banda es va fundar el 2015. Daniïl i Valentin són germans bessons. El seu primer EP, Kinosseans, es va publicar el desembre de 2017. El 2019, la banda va llançar el senzill «Vnotxi» i va participar en el programa de televisió Kh-Faktor, on van interpretar el mateix senzill.
El 2022, Ziferblat va presentar un videoclip per a la cançó «Zemlia». L'octubre del mateix any, es va anunciar que el grup era candidat a Vidbir, la selecció nacional ucraïnesa per al Festival de la Cançó d'Eurovisió 2023, però no va arribar a classificar-s'hi. El novembre, van llançar el senzill «Dlia txoho ti prixla», el segon del següent àlbum Peretvorennia. El febrer de 2023 van publicar el seu tercer i últim senzill de l'àlbum, «Disko-Fanko Terapia». L'àlbum en si va ser publicat el 7 d'abril de 2023 i es va presentar en un concert en solitari el 22 d'abril. L'àlbum consta de 13 cançons, la majoria escrites entre el 2019 i el 2020. El setembre del mateix any, Ziferblat va guanyar els premis Muzvar en la categoria de millors noms nous de la música alternativa.
El 2024, la banda va arribar a la final de Vidbir amb la cançó «Place I Call Home». Va aconseguir el segon lloc a la classificació general, rebent 11 punts del jurat i 8 punts del públic.
El 8 de febrer de 2025, la banda va guanyar la selecció nacional ucraïnesa per al Festival de la Cançó d'Eurovisió 2025 a Basilea, i va obtenir el dret de representar Ucraïna amb la cançó «Bird of Pray».